# 内ヶ崎贇五郎
内ヶ﨑 贇五郎（うちがさき うんごろう 1895年（明治28年）9月25日 – 1982年（昭和57年）9月22日）は、日本の実業家。

## 経歴・人物
宮城県黒川郡富谷町（現・富谷市）に造り酒屋の家に生まれる。父は富谷村長を務めた内ヶ崎儀左衛門。一族には、政治家で衆議院議長を務めた内ヶ崎作三郎がいる。
旧制第二高等学校から東京帝国大学工学部電気工学科に進み、1919年（大正8年）に大阪電燈に入社。大阪電燈が大阪市営になって後は大同電力に移り、第二次世界大戦時に設立された日本発送電東北支店長・東北配電社長を歴任し電力事業に一貫して携わった。
1951年（昭和26年）5月1日、第二次世界大戦後の電力事業再編に伴う、日本発送電・東北配電の解体・改組に伴い設立された東北電力の初代社長に就任。1960年（昭和35年）まで務めた。社長時代には八戸火力発電所建設を始めとする東北地方の電源開発に力を入れ、その傍らで仙台商工会議所会頭・日本商工会議所副会頭を歴任。産業計画会議にも委員として参画した。
社長退任後は東北電力名誉顧問を務めながら、東北財界の長老として重きをなした。
1982年（昭和57年）9月22日に逝去。86歳没。

## 役職
- 東北電力社長（初代）
- 仙台法人会（現：仙台中法人会）会長（初代）
- 東北開発審議会会長
- 東北六県商工会議所連合会会長
- 産業計画会議委員

## 賞詞
- 宮城県仙台市名誉市民[2]

## 著書
- 『私の履歴書』（日本経済新聞／1988年）